# The Living End (album)
The Living End – ósmy album zespołu Hüsker Dü wydany w kwietniu 1994 przez wytwórnię Warner Bros. Utwory nagrano podczas ostatnich koncertów zespołu w październiku 1987.

## Lista utworów
1. „New Day Rising” (B. Mould, G. Hart, G. Norton) – 3:07
2. „Girl Who Lives on Heaven Hill” (G. Hart) – 3:08
3. „Standing in the Rain” (B. Mould) – 3:35
4. „Back from Somewhere” (G. Hart) – 2:26
5. „Ice Cold Ice” (B. Mould) – 4:20
6. „Everytime” (G. Norton) – 2:40
7. „Friend, You've Got to Fall” (B. Mould) – 3:12
8. „She Floated Away” (G. Hart) – 3:30
9. „From the Gut” (B. Mould, G. Norton) – 1:34
10. „Target” (B. Mould) – 1:46
11. „It's Not Funny Anymore” (G. Hart) – 2:11
12. „Hardly Getting Over It” (B.Mould) – 5:54
13. „Terms of Psychic Warfare” (G. Hart) – 1:54
14. „Powerline” (B. Mould) – 2:27
15. „Books About UFO's” (G. Hart) – 2:26
16. „Divide and Conquer” (B. Mould) – 2:56
17. „Keep Hanging on” (G.Hart) – 3:24
18. „Celebrated Summer” (B. Mould) – 4:36
19. „Now That You Know Me” (G. Hart) – 3:31
20. „Ain't No Water in the Well” (B. Mould) – 2:47
21. „What's Going on” (G. Hart) – 3:21
22. „Data Control” (G. Hart) – 5:10
23. „In a Free Land” (B. Mould) – 3:36
24. „Sheena Is a Punk Rocker” (Ramones) – 3:13

- utwory: 1, 4, 10: „9:30 Club”, Waszyngton
- utwory: 2, 5, 6, 7, 8, 11, 13, 14, 15, 16, 18, 19, 24: „Le Spectrum”, Montreal
- utwory: 3, 12, 20, 23: „RPM Club”, Toronto
- utwory: 9, 22: „Living Room”, Providence
- utwór: 17: „Ritz”, Nowy Jork
- utwór: 21: „Toad's Place”, New Haven

## Skład
- Bob Mould – śpiew, gitara
- Greg Norton – gitara basowa, śpiew
- Grant Hart – śpiew, perkusja

produkcja
- Hüsker Dü – producent
- Lou Giordano – producent